# Gangoh
Gangoh är en ort i Indien.   Den ligger i distriktet Sahāranpur och delstaten Uttar Pradesh, i den norra delen av landet, 130 km norr om huvudstaden New Delhi. Gangoh ligger 268 meter över havet och antalet invånare är 59 519.
Terrängen runt Gangoh är mycket platt. Runt Gangoh är det tätbefolkat, med 709 invånare per kvadratkilometer. Gangoh är det största samhället i trakten. Trakten runt Gangoh består till största delen av jordbruksmark.